# Gyrinomimus myersi
Gyrinomimus myersi är en fiskart som beskrevs av Parr, 1934. Gyrinomimus myersi ingår i släktet Gyrinomimus och familjen Cetomimidae. Inga underarter finns listade i Catalogue of Life.